# Schatzdorf
Schatzdorf ist ein Dorf in Oberösterreich, das aus einer Ortschaft in der Gemeinde Dorf an der Pram und einer Ortschaft in der Gemeinde Taiskirchen im Innkreis besteht.
Der Ort liegt östlich von Taiskirchen und südlich vom Dorf im Tal der Pram und liegt nicht nur in zwei Gemeinden, sondern auch in zwei Bezirken. Am 1. Jänner 2024 hatte der in Dorf liegende Ortsteil 54 Einwohner, der in Taiskirchen liegende Teil 4 Einwohner.